# ISDN over IP
ISDN over IP ist ein Integrated Services Digital Network (ISDN), das auf dem Internet Protocol (IP) basiert. Im Unterschied zu anderen Varianten der IP-Telefonie setzt die Technik des Unternehmens Agfeo nicht nur die B-Kanäle um, sondern auch den D-Kanal, wodurch die vermittlungstechnischen Leistungsmerkmale zur Verfügung stehen, ausgenommen Rückruf bei Besetzt (CCBS). Auf diese Weise ein komplettes ISDN zu schaffen, dessen unterste Protokollschicht von einem anderen Netzwerk geliefert wird, ist konform zum Referenzmodell der International Telecommunication Union.
ISDN over IP ermöglicht, über das Internet mehrere Telefonanlagen zu koppeln und Heimarbeitsplätze anzubinden, ohne dass die räumlichen Abstände anschließend wahrnehmbar sind.